# Elopteryx nopcsai
Elopteryx nopcsai es una especie del género extinto  Elopteryx   (gr. “ala de pantano”) de dinosaurio terópodo trodóntido, que vivió a finales del período Cretácico, hace aproximadamente 71 y 68  millones de años, en el Maastrichtiense, en lo que es hoy Europa.

## Descripción
Elopteryx es un pequeño trodóntido europeo de solo un metro de largo, conocido por un material muy incompleto.

## Descubrimiento e investigación
La única especie, Elopteryx nopcsai suele ser considerada como dudosa por muchos paleontólogos. Conocidos solo por dos fémures parciales, encontrados en Rumania, en el Lecho Sinpetru de Judethean Hunedoara. A finales del siglo XIX o principios del XX, el famoso paleontólogo húngaro Franz Nopcsa von Felső-Szilvás encontró cerca de Sînpetru, en lo que hoy es la región rumana de Transilvania, algunos fragmentos de huesos de un pequeño terópodo. Estos fueron adquiridos por el Museo Británico de Historia Natural. En 1913, el curador Charles William Andrews denominó a estas especies como Elopteryx nopcsai .
Inicialmente, Elopteryx fue descrito a partir de un fémur proximal,  el espécimen BMNH A1234. Un tibiotarso distal ha sido tentativamente asignado a este taxón, fue catalogado con el mismo número de espécimen y encontrado inicialmente muy cerca, Pero no se trata del mismo individuo. Esto ha sido relevado y desde entonces el espécimen se conoce como BMNH A4359. En un principio fue identificado como un ave marina pelecaniforme.
El otro material que ha sido asignado a  E. nopcsai, incluye un fémur proximal BMNH A1235. En 1929 Lambrecht asignó un tibiotarso distal izquierdo BMNH A1528 y BMNH A1588 uno derecho. En 1975 estos dos junto a BMNH A4359 fueron removidos eventualmente de Elopteryx, y redescrito como Bradycneme draculae y Heptasteornis andrewsi, y usados para establecer una familia de búhos gigantes. Sin embargo, hoy en día son considerados dinosaurios no avianos, al menos uno de ellos un alvarezsáuridos. Brodkorb había cambiado su opinión después de que el supuesto el material de Elopteryx fue dividido entre tres especies distintas, y fue realmente el primer erudito en tiempos modernos para sugerir que los huesos del mesozoico no eran de aves.
En 1981, Dan Grigorescu y Eugen Kessler declararon que Elopteryx era un dinosaurio coelurosauriano no aviar . También refirieron un supuesto fémur distal FGGUB R.351 a Elopteryx. Posteriormente el fémur distal, FGGUB R.351 que durante años se agregaba a las piezas proximales de ese hueso que seguía siendo asignadas a Elopteryx, fue eventualmente identificado como un metatarso distal de un hadrosáurido. Asimismo un cráneo, FGGUB 1007, que supuestamente pertenece a Elopteryx resultó ser de un saurópodo.
En 1992, Jean Le Loeuff propuso que Bradycneme y Heptasteornis debían ser sinonimizado con E. nopcsai otra vez, y el fémur MDE-D203, una vértebra dorsal anterior MDE-D01, y una vértebra sacra posterior MDE, sin número y varios fragmentos de costillas de la Formación Grès à Reptiles del Jurásico en Francia fueron descritos como Elopteryx indeterminado, y el estudio ubicó el material dentro de Dromaeosauridae en su propia familia o subfamilia, Elopteryginae. La vértebra fue eventualmente retirada y asignada a su propio género, Variraptor mechinorum.
El nuevo fémur no parece pertenecer a Elopteryx, mientras que es similar en aspecto general se diferencia en detalles. Y ni las costillas ni el tibiotarso se puede comparar al tipo. En 2005  Kessler asignó otro pedazo más de fémur distal, FGGUB R.1957, en base  a la textura ósea a Elopteryx, y aunque esto no se pueda comparar directamente tampoco, no se conoce otro animal que tenía un fémur que era proximal como A1234 y distal como FGGUB R.1957.

### Etimología
El nombre del género, Elopteryx, proviene del griego έλος elos "pantano" y πτερυξ pteryx "ala". El nombre específico hace honor al famoso paleontólogo húngaro Franz Nopcsa von Felső-Szilvás.

## Clasificación
La familia Elopterygidae fue erigida para el género en 1933 por Lambrecht, pero tal movimiento es considerado prematuro por la mayoría de los autores actuales.
En un principio fue colocado dentro del suborden Sulae de los Pelecaniformes, donde se colocaron los géneros del Cenozoico Argillornis y Eostega. Estas son dos aves inequívocamente modernas y este último parece de hecho ser un antiguo Sulidae considerando que las relaciones de Argillornis son menos conocidas. La reconstrucción posible se basan en esta hipótesis. Pero estudios más recientes han indicado resultados radicalmente distintos. 
Las interpretaciones modernas han diferido en cuanto a la cuestión de si se debe incluir el material de Bradycneme y Heptasteornis habiéndose juntado y separado de Elopteryx muchas veces, y cuáles serían las afiliaciones exactas del material. Se propusieron varias soluciones para este problema. Durante los años ochenta, algunos investigadores propusieron que Elopteryx era miembro de Troodontidae, sin poder respaldar esto con mucha evidencia empírica. En 1998, Csiki y Grigorescu sugirieron que Elopteryx pertenecía a la Maniraptora , mientras que Bradycneme tenía una posición más basal en Tetanurae. En 2004 elopteryx era por Darren Naish y Gareth Dyke consideran a Elopteryx como un  eumaniraptora incertae sedis, posiblemente un ave no Ornithurae-Pygostylia o un trodóntido. Así E. nopcsai parece ser una cierta clase de eumaniraptor similar a las aves, pero no relacionado con los pájaros modernos. Bradycneme y Heptasteornis  han sido sinonimizados entre ellos y vuelto a separar varias veces siendo varias las soluciones que se proponen al dilema En 2005, sin embargo, Kessler reunió todo el material en Elopteryx, pero lo consideró un alvarezsáurido.
Mientras que poco se puede decir sobre BMNH A1588, el espécimen Bradycneme parece de hecho pertenecer a un linaje más antiguo de terópodos, que es interesante dado que su hueso holotipo BMNH A4359 fue considerado como del mismo individuo que el de Elopteryx cuando los excavaron como  sucedió con Rahonavis y Vorona. Con excepción de Heptasteornis, cuál parece absolutamente identificado como un alvarezsáurido de la subfamilia Mononykinae, estos taxones están en continuo debate.